# Baldassare Croce

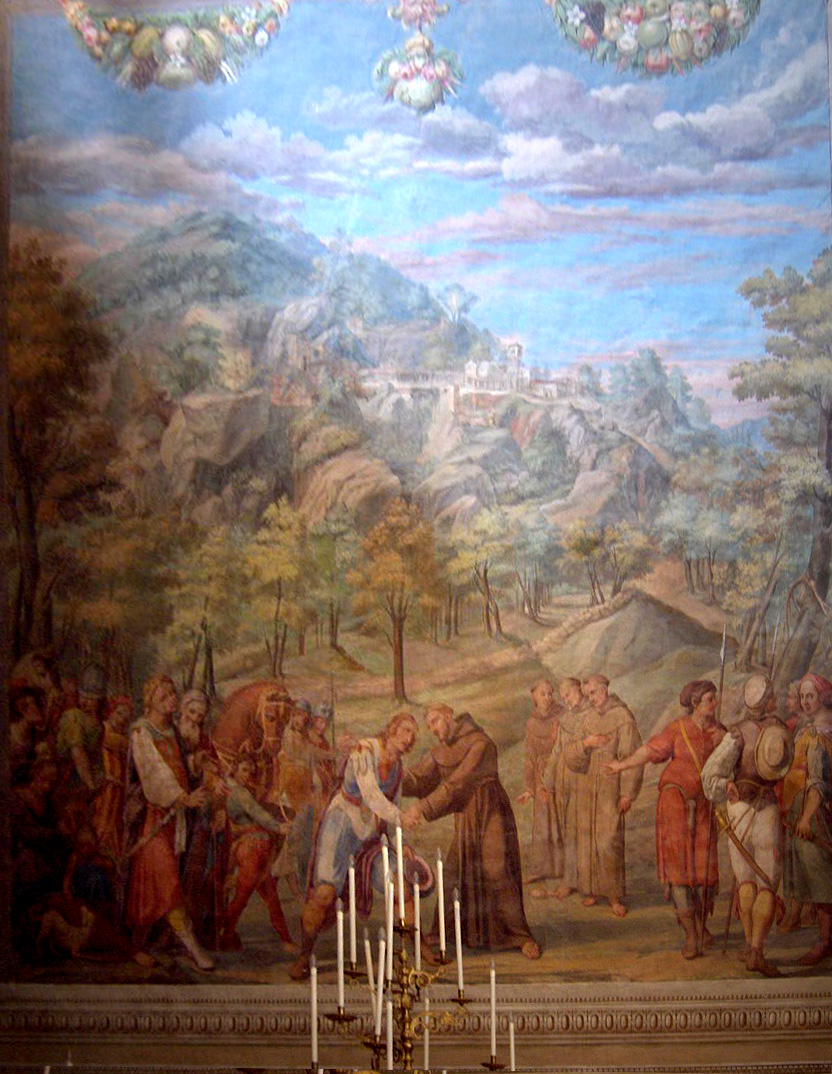
Saint François d'Assise reçoit des laïcs dans sa Troisième Ordre par Baldassare Croce, 1602-1603.

Baldassare Croce, né en 1558 à Bologne et mort le 8 novembre 1628, est un peintre italien, actif à la fin de la période Maniériste, actif principalement dans et autour de Rome.

## Biographie
Formé à Bologne, il s'installe à Rome en 1581. Connu comme un  peintre académique prolifique à Rome; il a été nommé directeur de l'Académie de Saint-Luc. Il peint pour la salle Clémentine du palais du Vatican, de la Chapelle de San Francesco au Gesù, San Giovanni in Laterano, et San Giacomo degli Spagnoli.
Il peint six grandes fresques le long de la nef de l'église de Santa Susanna, dépeignant la vie de Susanna de l'Ancien Testament. Il a travaillé sous Cesare Nebbia et Giovanni Guerra dans la décoration de la Scala Santa  à San Giovanni à Laterano. En janvier 1628, il est nommé Principe (Prince) de l'Accademia di San Luca à Rome